# Guldbaggegalan 2004
Den 39:e Guldbaggegalan, som belönade svenska filmer från 2003, sändes från Göteborgsoperan, Göteborg den 26 januari 2004.

## Vinnare och nominerade
| Bästa film | Bästa regi |
| --- | --- |
| - Ondskan – Hans Lönnerheden och Ingemar Leijonborg - Elina – som om jag inte fanns – Charlotta Denward och Anders Landström - Om jag vänder mig om – Clas Gunnarsson | - Björn Runge – Om jag vänder mig om - Kristian Petri – Detaljer - Mikael Håfström – Ondskan                                        |
| Bästa manliga huvudroll | Bästa kvinnliga huvudroll |
| - Jonas Karlsson – Detaljer - Jakob Eklund – Om jag vänder mig om - Andreas Wilson – Ondskan                                                                          | - Ann Petrén – Om jag vänder mig om - Pernilla August – Detaljer - Livia Millhagen – Miffo                                          |
| Bästa manliga biroll | Bästa kvinnliga biroll |
| - Ingvar Hirdwall – Om jag vänder mig om - Gustaf Skarsgård – Ondskan - Gösta Ekman – Skenbart – en film om tåg                                                       | - Bibi Andersson – Elina – som om jag inte fanns - Pernilla August – Om jag vänder mig om - Marie Richardson – Om jag vänder mig om |
| Bästa manuskript | Bästa foto |
| - Björn Runge – Om jag vänder mig om - Jonas Frykberg – Detaljer - Hans Gunnarsson och Mikael Håfström – Ondskan                                                      | - Peter Mokrosinski – Ondskan - Göran Hallberg – Detaljer - Göran Hallberg – Skenbart – en film om tåg                              |
| Bästa dokumentärfilm | Bästa kortfilm |
| - Du ska nog se att det går över – Cecilia Neant-Falk - Surplus: Terrorized Into Being Consumers – Erik Gandini - Zonen – Esaias Baitel                               | - Min skäggiga mamma – Maria Hedman - Rewind – Mårten Nilsson och Gunilla Heilborn - Utvecklingssamtal – Jens Jonsson               |
| Bästa prestation ljud | Bästa prestation bild |
| - Bo Persson och Stefan Ljungberg, för ljudet i Kommer du med mig då                                                                                                  | - Anna Asp, för scenografin i Ondskan                                                                                               |
| Bästa utländska film | Hedersguldbaggen |
| - Timmarna – Stephen Daldry - Dogville – Lars von Trier - Good Bye, Lenin! – Wolfgang Becker                                                                          | - Erland Josephson, skådespelare, regissör och författare samt chef för Dramaten 1966–1975                                          |
| Ingmar Bergman-priset | |
| - Klaus Härö för att han "med [sitt] förstlingsverk Elina ... träffat våra hjärtan med självklar kraft och betydande insikt"                                          | |